# Sint-Martens-Bodegem
Sint-Martens-Bodegem (fr. Bodeghem-Saint-Martin) – dzielnica (deelgemeente) gminy Dilbeek w Belgii, w Regionie Flamandzkim, w prowincji Brabancja Flamandzka, w okręgu Halle-Vilvoorde. 1 stycznia 2020 roku liczyła 2751 mieszkańców. Do 31 grudnia 1976 samodzielna gmina.

## Demografia
Liczba mieszkańców, stan na 1 stycznia:
| Rok                | 1900 | 1930 | 1970 | 2020 |
| ------------------ | ---- | ---- | ---- | ---- |
| Liczba mieszkańców | 1045 | 1273 | 1674 | 2751 |

## Transport
Znajduje się tutaj przystanek kolejowy Sint-Martens-Bodegem.